# Efraim Yehoud-Desel

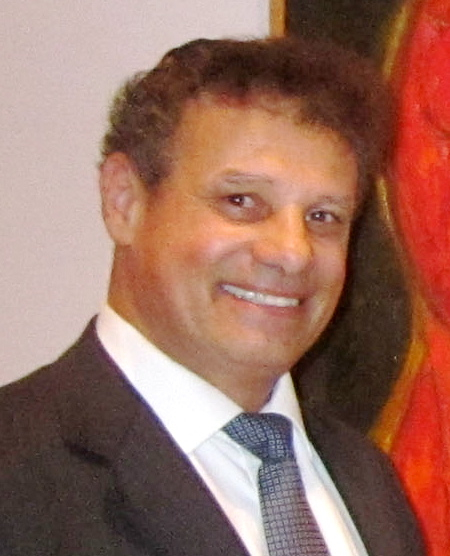
Efraim Yehoud-Desel

Efraim Yehoud-Desel (* 3. Juni 1952 in Rishon Le Zion; als Efraim Yehoud) ist Rabbiner, Chasan, Religionslehrer und Autor. Er ist der erste in der Synagoge der jüdischen Gemeinde in Münster ordinierte Rabbiner, wie auch der erste staatlich anerkannte Religionslehrer für Judaistik im Regierungsbezirk Münster  nach der Shoah. Seit 2005 hat er einen Lehrauftrag für Jüdische Studien an der Philosophisch-Theologischen Hochschule Münster.

## Leben und Wirken
Im Alter von 7 Jahren emigrierte sein Vater Zacharia 1933 aus dem Jemen nach Israel. Die Familie der Mutter stammt ursprünglich ebenfalls aus dem Jemen und war bereits seit fünf Generationen in Jerusalem ansässig. Nach der Chuppa zogen die Eltern nach Rishon Le Zion, wo Efraim Yehoud als drittes von vier Kindern zur Welt kam. Sein Vater, der als Werkzeugmacher sein eigenes Unternehmen führte, war für die Glasindustrie in Israel tätig. Die Eltern schickten ihren Sohn Efraim auf die jüdische Schule „Tachkemoni“ in Bat Yam und danach zur Jeschiwa „Achusat Jakob“ nach Javne. Im Anschluss leistete er seinen Wehrdienst in der israelischen Verteidigungsarmee und kämpfte 1973 als Soldat im Jom-Kippur-Krieg. Nach dem Krieg lebte er für mehrere Jahre in einem Kibbuz im Norden Israels. Während dieser Zeit studierte er Grafikdesign am Graphic Design College in Tel Aviv. Er besitzt einige Gebrauchsmuster im Bereich Produktdesign in Israel und Deutschland.
1990 siedelte Efraim Yehoud nach Deutschland über, wo er seitdem in verschiedenen jüdischen Gemeinden in Deutschland als Kantor tätig war. Die staatliche Anerkennung als Lehrer für jüdische Religion erwarb er in Nürnberg. Am Schabbat Schemot (14. Februar 2012) erfolgte in der Synagoge in Münster seine Semicha zum Rabbiner durch Tzvi Marx. Im Mai 2014 absolvierte Efraim Yehoud-Desel am Refuah-Institut bei Rabbiner Joshua H. Ritchie eine Ausbildung zum Life-Coach, weil er auch in der Gefängnisseelsorge gearbeitet. Neben seiner seelsorgerischen Aufgabe für jüdische Gemeinden gehörte unter anderem auch die Darstellung des jüdischen Lebens in der Öffentlichkeit, die Durchführung öffentlicher Feiern, wie etwa des Chanukkafestes, der Besuch von christlichen Gemeinden, die religionsgebundene wie auch interreligiöse Religionspädagogik sowie zahlreiche Vorträge über das Judentum bei verschiedensten Bildungseinrichtungen.

## Engagement

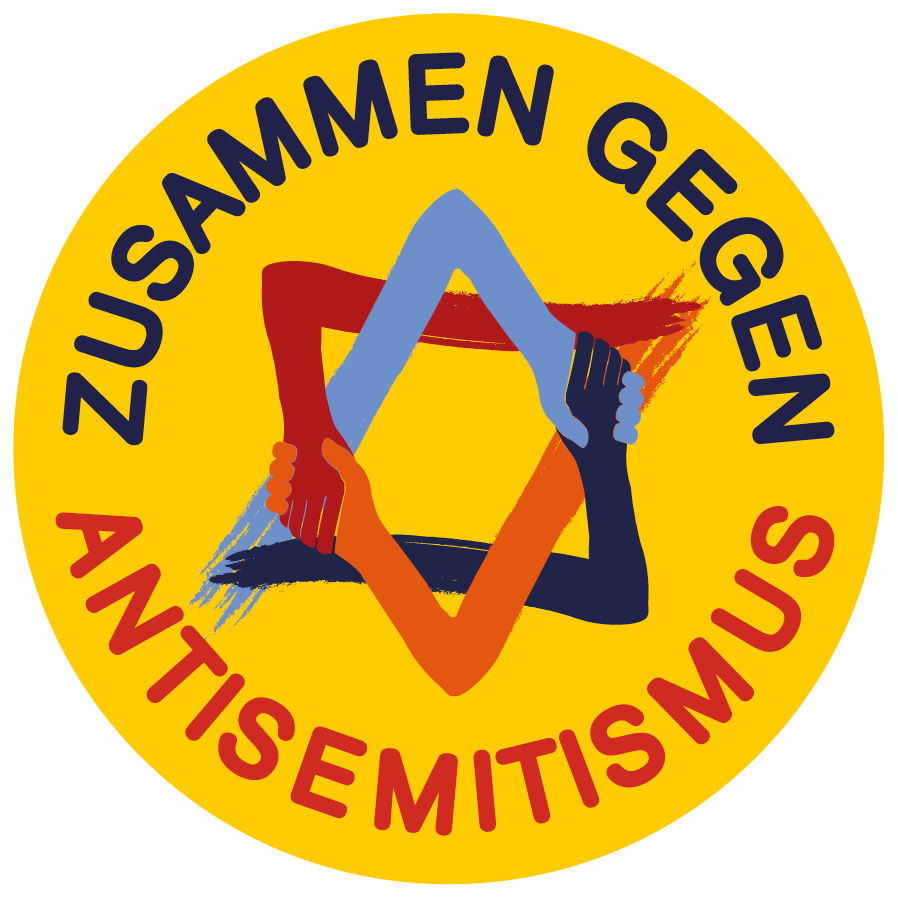
Logo der Aktion gegen Antisemitismus

- Im Jahr 2005 rief er die „Initiative von unten“ ins Leben. Ziel war es, die wie selbst formuliert, „die Einsamkeit des jüdischen Religionslehrers“ zu beenden. Da in Sachen Unterrichtsvorbereitung kaum Lehrpläne bestanden und auch kaum Unterrichtsmaterialien und Lehrbücher in deutscher Sprache zur Verfügung standen, trafen sich darauf regelmäßig die jüdische Religionslehrer in Nordrhein-Westfalen, um Fragen der Lerninhalte wie der Didaktik zu diskutieren und abzustimmen.[19] 2008 wies Efraim Yehoud-Desel auf den eklatanten Mangel an jüdischen Religionslehrern in Nordrhein-Westfalen hin. Nachdem die Zahl der in Deutschland lebenden Juden stark gestiegen sei, gebe es kein ausreichendes schulisches Bildungsangebot. Er selbst müsse ca. 250 Schülerinnen und Schüler in zehn verschiedenen Gemeinden betreuen. Dabei könne der Religionsunterricht bei den Schülern nichts voraussetzen und müsse praktisch bei Null anfangen, da die Mehrzahl durch ihre Sozialisation – meistens Einwanderer aus der ehemaligen Sowjetunion – nicht mit der religiösen Fragestellungen in Berührung gekommen seien und auch vom Elternhaus keine religiösen Erfahrungen mitbrächten.[20]
- Als am 7. Mai 2012 das Landgericht Köln in zweiter Instanz die Zirkumzision als Körperverletzung einstufte,[21] warb Efraim Yehoud-Desel für Verständnis. Er wies auf die wichtige Rolle der Beschneidung im jüdischen Leben hin. Es würde ein Bund mit Gott eingegangen. Man sollte den Eingriff vielmehr wie eine „Impfung“ verstehen, denn es bedeute zwar „in dem Moment Schmerzen, aber langfristig gesehen bedeutet es mehr Vorteile“, wobei er auch die hygienischen Aspekte betonte.[22]
- Er ist Antisemitismus-Beauftragter der Schulstiftung im Bistum Osnabrück seit 15. August 2019.[23]
- Efraim Yehoud-Desel hat am 9. November 2019 die Aktion „Zusammen gegen Antisemitismus“ ins Leben gerufen. Dabei sollen sich mittels des Tragens oder Anbringens des entworfenen Logos möglichst viele Menschen zum Widerstand gegen den Antisemitismus bekennen. Zahlreiche Unternehmen, Bürgerinitiativen beteiligen sich daran, bis hin zur Stadtverwaltung in Münster, die das Logo als elektronische Signatur unter jeder offiziellen E-Mail eingebunden hat.[24][25][26]

## Autorentätigkeit
Als Autor richtet den Blick auf den jüdischen Hintergrund der Chagallschen Bilderwelt und beschreibt er die Farbsymbolik Marc Chagalls, die sich durch die Farbenlehre der Kabbalah entschlüsseln lässt. Dazu analysiert er zwei seiner Bilder: „Die weiße Kreuzigung“ und „König David“. Vor allem in dem Bild der weißen Kreuzigung zeigt Yehoud-Desel die dichte Wahl Chagalls zwischen den christlichen und den jüdischen Bildmotiven auf, die sowohl von der christlich wie von der jüdischen Seite missverstanden wurde. Dabei bleibt seine Orientierung zur Schicksalsgemeinschaft des jüdischen Volkes bildsprachlich unverkennbar.

„En Masal LeIsrael, d.h. Kein Glück für Israel. Diese Worte im Talmud kann man aus zweierlei Weise erklären. Zum einen: Israel hat kein Glück und zum anderen: Das Glück hat keine Macht über Israel. Für den ersten Gesichtspunkt steht in jeder Ecke des Bildes der Schlamassel; kein Glück, nur Elend und Unglück überall. Für den anderen Gesichtspunkt spricht, dass Israel die Thora besitzt und dadurch das Schicksal keine Macht über Israel hat. Gam su letowa (Auch so ist es gut) Diese Worte haben die Juden längst als Leitspruch verinnerlicht.“

In dem Bildwerk „König David“ zeigt Yehoud-Desel die tiefsinnige Symbolik Chagalls in Bezug auf die Thora und Talmud auf. Zug um Zug entschlüsselt er die Bilder und zeigt die Parallelen zur Biographie des Künstlers.

## Publikationen
- Marc Chagalls Kunst aus rabbinischer Sicht – Zwei Bildbetrachtungen. Münster 2012, ISBN 978-3-8482-2832-4